# 于吉红
于吉红（1967年1月—），女，辽宁鞍山人，籍贯山东肥城，中国无机化学家，中国科学院院士。现任北京师范大学校长，中国共产党第二十届中央委员会委员。《美国化学会志》执行编辑。

## 生平
1989年毕业于吉林大学化学系，1992年和1995年在吉林大学分别获硕士学位和博士学位。
1996年至1997年，在香港科技大学做博士后研究。1997年至1998年，在日本东北大学做博士后研究。1999年，任吉林大学教授。
2015年当选为中国科学院院士。2016年11月，当选发展中国家科学院院士。
2023年4月，任第九届国家自然科学基金委员会副主任。
2024年4月30日，任北京师范大学校长，同年7月18日由中国共产党第二十届中央委员会候补委员递补为中央委员。